# Acueducto Alfonso XII
El Acueducto Alfonso XII, también conocido como el Acueducto de Ponce, es el nombre del sistema de suministro de agua basado en gravedad en la ciudad de Ponce, Puerto Rico. Fue diseñado en 1875 por Timoteo Luberza y construido en los años siguientes. Este acueducto fue uno de los primeros sistemas modernos de distribución de agua (junto a los acueductos de Mayagüez y Río Piedras) construidos en Puerto Rico.

## Ubicación
La parte más icónica del acueducto, su depósito, se localizó en el cerro San Tomás, adyacente al sector Mameyes, en el barrio La Cantera de la ciudad de Ponce.

## Historia
El acueducto era 4,100 metros (2.5 mi) de largo. La construcción del acueducto empezó el 21 de agosto de 1876. y el costo de construcción fue $220,000 dólares de EE. UU. Este fue completado en 1880 y operó por 48 años—hasta el 1928. Su construcción fue hecha posible en parte por una donación de 54,000 pesos españoles de Valentín Tricoche, quién también dejó dinero en su testamento para la construcción de Hospital Tricoche.

## Cuenca hidrográfica
La cuenca hidrográfica del Acueducto de Ponce que suministraba el agua constó de aproximadamente 30 kilómetros cuadrados en el valle del Río Portugués. El Río Portugués tiene su fuente cerca de la carretera 505 de Ponce a Jayuya y la carretera 123 de Ponce a Adjuntas. La cuenca se acerca a la carretera PR-123 en el kilómetro 18 y en los kilómetros 19 y 24. En 1915, en la parte de la cuenca más cercana a la toma del acueducto había cerca de 50 casas, cinco establos, dos ganaderías, y una hacienda cafetalera. Por esta razón había preocupación sobre la contaminación potencial del suministro de agua del acueducto.

## Descripción
El acueducto basado en gravedad era inicialmente de 3,000 metros de largo del dique al depósito. Sería más tarde ampliado a 4,100 metros, se eliminó de servicio en 1928, bajo la administración de Guillermo Vivas Valdivieso, cuándo un nuevo sistema de suministro de agua basado en bombas se inauguró. En su punto más alto el acueducto alcanzó unos 50 pies de alto.

### Dique toma
El dique toma del acueducto estuvo localizado en el Río Portugués, aproximadamente a 1.0 km al norte de la confluencia con el Rio Chiquito. Estaba hecho de una pared de albañilería baja, o aliviadero, y tuvo muy poca capacidad de almacenamiento. Delante de la toma había un estanque pequeño y bastante profundo, el cual era protegido para mantener fuera los residuos flotantes.

### Canal
El agua era llevada desde la toma al depósito por un canal de ladrillo con una corona semicircular. Las dimensiones del canal era 0.52 metro de ancho por 0.55 metro de profundidad. Este canal discurría a través del área cubierto con ramas y árboles, cruzaba antiguas tierras de pasto y ganado. Al sur pasaba bordeando un cerro muy empinado justo antes de arribar al depósito por el sector Mameyes del barrio La Cantera.

### Depósito
El depósito estaba cubierto y construido en ladrillo rebozado en cemento. Tenía capacidad para 2,000 m³ y estuvo dividido en dos compartimentos. El gobierno insular del momento estimó que el depósito tenía suministro para un día de agua para la ciudad que entonces contaba de una población de 35,000.

## Desuso y situación actual
Con el advenimiento sistemas de suministro de agua más adelantado, el acueducto fue dejado de usar en 1928, y finalmente abandonado. Se mantuvo en ruinas por muchas décadas y parte del mismo desapareció al urbanizar el área excepto una porción que se convirtió en puente peatonal de las comunidades aledañas. En 2015 el senador de Puerto Rico Víctor Vasallo Anadón presentó un proyecto en el Senado de Puerto Rico para legislar la designación al acueducto como estructura histórica a preservar y asegurar fondos para su preservación. El 9 de junio de 2015, esta legislación fue aprobada convirtiéndolo en Monumento Histórico Nacional. El 17 de junio de 2015, fue declarado oficialmente Monumento Histórico Nacional.